# Suarías
Suarías ist ein Dorf in der Gemeinde Peñamellera Baja der autonomen Region Asturien. Suarías ist drei Kilometer entfernt von Panes, dem Verwaltungssitz der Gemeinde.

## Geographie
Suarías mit seinen 68 Einwohnern (Stand 2008) liegt auf 192–274 m über NN in einer malerischen Hanglage.

## Klima
Der Sommer ist angenehm mild, aber auch sehr feucht. Der Winter ist ebenfalls mild und nur in den Hochlagen streng.
Temperaturen im Februar 2007 3–9 °C
Temperaturen im August 2007 19–25 °C